# Hunger (Roman)
Hunger (norwegisch und dänisch: Sult) ist der erste, 1890 veröffentlichte Roman von Knut Hamsun. Mit ihm gelang Hamsun der literarische Durchbruch.

## Entstehung
Hamsun begann die Niederschrift des Romans im Sommer 1888 auf der Rückfahrt von seinem zweiten Amerika-Aufenthalt. Der dänische Dampfer Thingvalla hatte auf der Route nach Kopenhagen einen Tag in Kristiania festgemacht. Die Stadt weckte in ihm unangenehme Erinnerungen an das Jahr 1886, als er hier arbeitslos eine schwere Hungerzeit durchzustehen hatte. Hamsun verließ das Schiff nicht und schrieb in der Nacht die ersten Zeilen des Romans, welche bereits die bedrückende Atmosphäre des ganzen Buches erfassen:
Det var i den Tid, jeg gik omkring og sulted i Kristiania, denne forunderlige By, som ingen forlader, før han har faaet Mærker av den ...
(„Es war in jener Zeit, als ich in Kristiania umherging und hungerte, in dieser seltsamen Stadt, die keiner verlässt, ehe er von ihr gezeichnet worden ist.“)
In Kopenhagen mietete er sich eine Dachkammer und schrieb, wieder unter Hunger, weiter. Das unfertige Manuskript legte er Edvard Brandes vor, dem Feuilletonchef der Zeitung Politiken. Der tief ergriffene Brandes überredete Carl Behrens, es in der dänischen Zeitschrift Ny jord (dt. Neue Erde) im November in Teilen anonym zu veröffentlichen. Das Werk erregte sogleich wegen der Radikalität seiner Schilderung und des Bruchs mit der noch jungen Konzeption des neuen Realismus Aufsehen. Die Zeitschrift Dagblad lüftete bald das Geheimnis um die Identität des Verfassers. Hamsun arbeitete weiter an dem Werk, welches dann 1890 vollständig, aber immer noch anonym erschien. Bereits im selben Jahr wurde es von Samuel Fischer in deutscher Übersetzung veröffentlicht.

## Inhalt
Der Roman schildert aus einer Ich-Erzählperspektive, auch in Figurenrede den physischen und psychischen Verfall eines jungen erfolglosen Schriftstellers und Journalisten in Kristiania, dem heutigen Oslo. Gelegentlich kann er einen Artikel an eine Zeitung verkaufen, doch reichen seine Einnahmen selten aus, um Nahrung und Unterkunft zu finanzieren, so dass er hungernd und teils auch obdachlos durch die Stadt streicht. Indem der Ich-Erzähler seine prekäre Situation zu verbergen sucht, verschlimmert er sie noch. Seine geistige Verfassung beschreibt er ausführlich und eindringlich, seine Stimmung schwankt zwischen Depression, Euphorie, Verzweiflung und Scham.
Erstes Stück
Der namenlose Ich-Erzähler verlässt sein Zimmer und läuft ziellos durch Kristiania. Als er auf einen armen Mann trifft, verpfändet er trotz seiner eigenen Notlage seine Weste und gibt diesem den Großteil des erhaltenen Geldes. Kurz darauf verfolgt er eine Frau, für die er sich den Fantasienamen „Ylajali“ ausdenkt, und ihre Begleiterin. Auf einer Bank unterhält er sich mit einem Mann und erzählt ihm abstruse Lügengeschichten über seinen angeblichen Vermieter „Hippolati“. Den Mann, der ihm zu glauben scheint, schreit er schließlich aufgebracht an und beschuldigt ihn, ihm eben nicht zu glauben. Abends wieder in seinem Zimmer angekommen, findet er einen Zettel von seiner Wirtin, entweder bald die Miete zu bezahlen oder auszuziehen, und schreibt eine Bewerbung an einen Kaufmann.
Als er am nächsten Tag aufwacht, verfasst er wie im Rausch einen Text, den er als sein Meisterwerk betrachtet. Davon euphorisiert, kündigt er sein Zimmer und gibt den Text bei einer Zeitung ab. Er treibt sich wieder in der Stadt herum und versucht, bei einem alten Bekannten Unterkunft zu finden. Nachdem dies nicht gelingt, läuft er aus der Stadt heraus und übernachtet im Wald. Am Tag darauf erkundigt er sich beim Kaufmann und erfährt, dass er aufgrund eines Flüchtigkeitsfehlers in seiner Bewerbung nicht genommen wurde. Ohne andere Option schleicht er sich in sein altes Zimmer und findet dort einen Brief vom Redakteur für sich: Sein Text wurde angenommen, er erhält 10 Kronen für ihn.
Zweites Stück
Einige Wochen später ist ihm erneut das Geld ausgegangen und er hat schon ein paar Tage nichts mehr gegessen. Vom Hunger zunehmend physisch und psychisch zerrüttet, läuft er durch die Stadt und meldet sich schließlich im Rathaus, weil er den Schlüssel für seine Unterkunft verloren hat. Dabei lügt er einem Polizisten vor, dass er Andreas Tangen heiße und beim Morgenbladet arbeite. Er verbringt eine unruhige Nacht in einer der Zellen, und am nächsten Morgen wagt er es nicht, sich bei der Essensausgabe für Obdachlose im Rathaus zu melden, um nicht verdächtig zu erscheinen. Er sucht weitere Bekannte auf, die er allesamt nicht vorfindet, bettelt in Geschäften erfolglos um Geld und scheitert schließlich auch damit, die Knöpfe seines Anzugs zu verpfänden. Vor dem Pfandleiher trifft er auf einen Bekannten, der vom Zustand des Ich-Erzählers schockiert ist und ihm Geld besorgt.
Drittes Stück
Nach einer kurzen sorglosen Zeit ist der Ich-Erzähler wieder in Not und will in einem Geschäft um eine Kerze bitten, traut es sich aber vor dem Angestellten nicht. Dieser denkt daraufhin, der Ich-Erzähler habe schon bezahlt, und gibt ihm auf fünf Kronen heraus. Er trifft auf die Frau, die er zu Beginn des Romans verfolgt hatte, und begleitet sie durch die Stadt. Dabei versucht er, seinen miserablen Zustand vor „Ylajali“ zu verbergen. Am Ende küsst sie ihn und sie verabreden sich. Er fühlt sich schlecht wegen des Geldes, das er vom Angestellten erhalten hat, und gibt es einer Kuchenfrau. Danach geht er zum Angestellten und konfrontiert diesen aufgebracht mit dessen Fehler. Wieder ohne Geld, fragt er einen Metzger nach einem Knochen für seinen (nicht existierenden) Hund und nagt ihn ab, kann das Fleisch aber nicht im Magen behalten und übergibt sich mehrmals. Auf der Straße trifft er den Redakteur, der ihm aus Mitleid Geld gibt. Beim nächsten Treffen mit „Ylajali“ gehen die beiden in ihre Wohnung, wo sie sich näherkommen. Schließlich aber will „Ylajali“ vom Ich-Erzähler die Wahrheit über seinen Zustand erfahren. Er berichtet ihr daraufhin schonungslos von seiner Lage, was sie schockiert. Dies bringt ihn wiederum auf, er redet immer wirrer und geht schließlich. 
Viertes Stück
Der Winter ist hereingebrochen. Der Ich-Erzähler hat eine neue Unterkunft, für die er aber erneut die Miete nicht bezahlen kann, und so muss er in die Stube der Wirtsfamilie ziehen, als ein neuer Mieter erscheint. Er schreibt ohne viel Erfolg an einem historischen Drama und wird nach einer Auseinandersetzung von der Wirtin herausgeworfen. Als er geht, bringt ihm ein Postbote einen Brief mit zehn Kronen, anscheinend von „Ylajali“. Anstatt das Geld zu behalten, wirft er es der Wirtin an den Kopf und geht zum Hafen. Dort heuert er auf einem Schiff an, das nach Leeds fährt – also in eine Stadt ohne Hafen.

## Rezeption und Wirkung
Das Werk bekam von Anfang an meist positive bis überschwängliche Kritiken. Der dänische Autor und Kritiker Erik Skram lobte das Werk als „literarisches Ereignis ersten Ranges“, und der norwegische Kritiker Carl Nærup schrieb 1895, dass es die „Grundlage einer neuen Literatur in Skandinavien gelegt habe“. Viele Kritiker halten den Roman für Hamsuns bestes Werk. Hamsun war über Nacht bekannt, war ein willkommener Gast in Intellektuellenkreisen und wurde zu Lesungen in den USA eingeladen.
Viele bedeutende Schriftsteller des 20. Jahrhunderts wie Franz Kafka, Hermann Hesse, Thomas Mann, Marcel Proust, Ernest Hemingway, James Joyce und Henry Miller ließen sich durch die neuartige Schreibweise von Hamsuns Erstlingswerk beeinflussen. Der Roman gilt als bedeutender Meilenstein in der Entwicklung der Erzähltechnik des Bewusstseinsstroms. 1966 wurde der Stoff von Henning Carlsen mit Hunger verfilmt.
Rezeption im 21. Jahrhundert: In ihrem 2017 erschienenen Roman Suleika öffnet die Augen nimmt Gusel Jachina ein Bild von Hamsun wieder auf: Menschen versuchen den Hunger zu besiegen, indem sie sich mit einem Messer schneiden und das eigene Blut aus den Fingern saugen.
Hunger wurde in die ZEIT-Bibliothek der 100 Bücher aufgenommen.

## Ausgaben
- S. Fischer, Berlin 1891, übersetzt von Marie von Borch.
- Albert Langen, München 1901, übersetzt von Marie von Borch.
- Albert Langen / Georg Müller, München, übersetzt von Julius Sandmeier.
- List, München 1997, ISBN 3-471-79307-0.
- als Taschenbuch: dtv, München 2009, ISBN 978-3-423-25299-7.
- Claassen, Berlin 2009, ISBN 978-3-546-00449-7, übersetzt von Siegfried Weibel, mit einem Nachwort von Daniel Kehlmann.
- A. Springer, Berlin 2011, ISBN 978-3-942656-31-3 (= Nobelpreis-Bibliothek 1920).
- Manesse, München 2023, ISBN 978-3-7175-2560-8, übersetzt von Ulrich Sonnenberg, mit einem Nachwort von Felicitas Hoppe.[5]

Als Hörbuch liegt eine Lesung von Uwe Friedrichsen vor, produziert 1973 vom Hessischen Rundfunk.
Der Verlag Norsk Gyldendal veröffentlichte Ende 2013 die Originalausgabe erster Hand von 1890 als E-Book. Hamsun hatte in den späteren Ausgaben bis 1934 die provokantesten erotischen und blasphemischen Passagen gestrichen. Norsk Gyldendal hat bislang die Ausgabe letzter Hand von 1934 herausgegeben, während der dänische Gyldendal-Verlag in Kopenhagen die Version von 1907 druckt.

## Verfilmung
1966 erschien die gleichnamige Verfilmung Hunger unter der Regie von Henning Carlsen mit Per Oscarsson und Birgitte Federspiel in den Hauptrollen.

## Dramatisierung
Bei den Salzburger Festspielen 2018 brachte Frank Castorf den Roman zusammen mit Hamsuns Mysterien als Adaption auf die Bühne; mit seiner Textfassung und unter seiner Regie.

## Belege
1. ↑  Martin Beheim-Schwarzbach: Knut Hamsun - mit Selbstzeugnissen und Bilddokumenten, Rowohlt Taschenbuch Verlag, Hamburg, 1990, S. 37
2. ↑  Martin Beheim-Schwarzbach: Knut Hamsun - mit Selbstzeugnissen und Bilddokumenten, S. 37
3. ↑  Einführung von Sverre Lyngstad in Knut Hamsun, Sverre Lyngstad: Hunger, Rebel Inc., 1996, S. VII
4. ↑  Hündür Erikson: Hunger - Knut Hamsun (1888). Abgerufen am 25. Mai 2018.
5. ↑  Fabian Wolff: Männlich, beleidigt und voller Hass, Deutschlandfunk Kultur, 12. Januar 2023, abgerufen am 17. Januar 2023.
6. ↑  Ask Hansen: Norsk Gyldendal udgiver originalversionen af ’Sult’ (dänisch) information.dk, 5. Dezember 2013
7. ↑  Hunger (1966). Abgerufen am 30. August 2017.
8. ↑  https://www.salzburgerfestspiele.at/schauspiel/hunger-2018